# OK Hotel

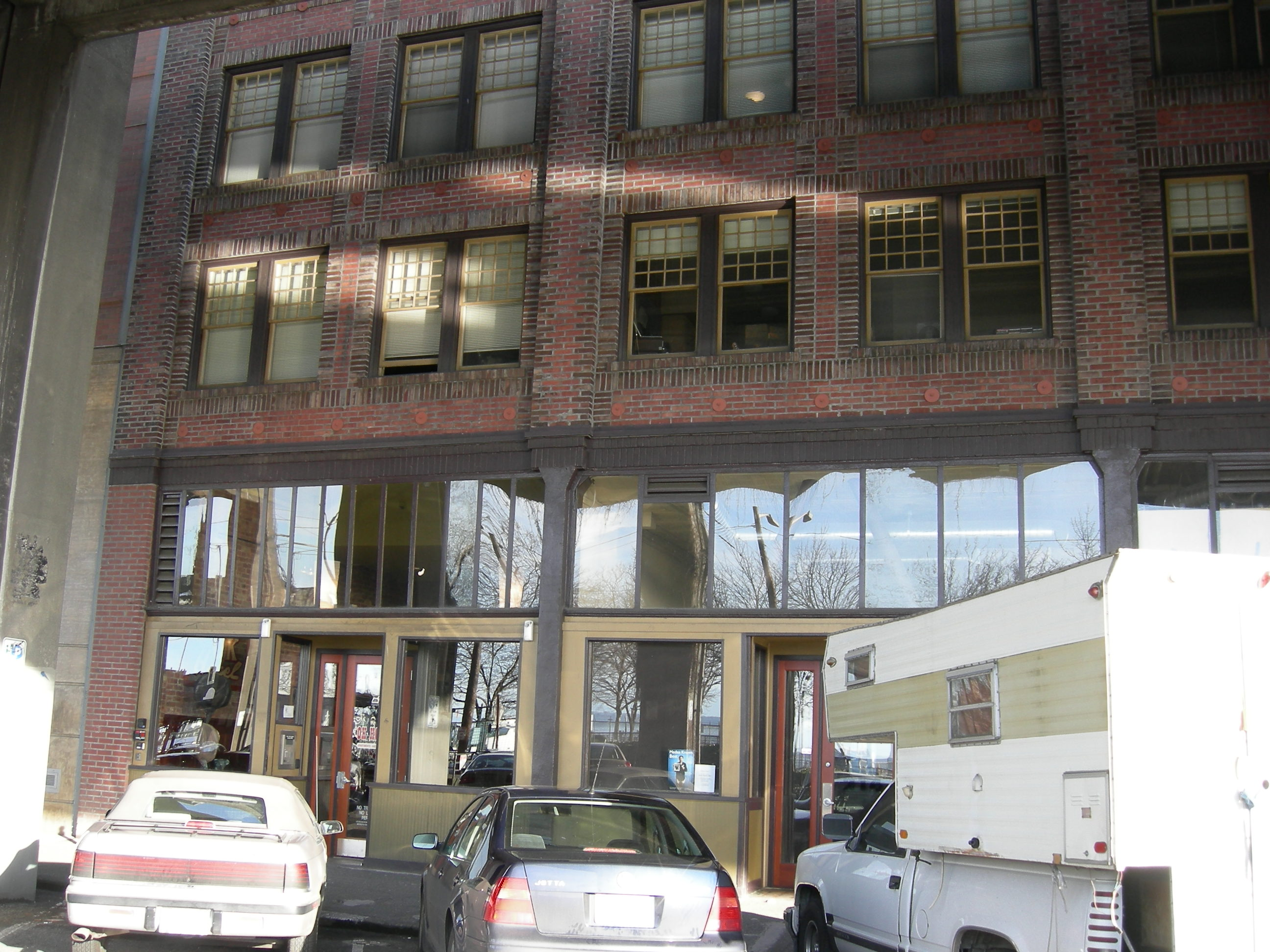
Edifício OK Hotel em 2008

O OK Hotel era um bar e local de música localizado dentro do viaduto no distrito Pioneer Square,  em Seattle. Os mais de 15 anos de vida do clube chegaram ao fim com o terremoto Nisqually de 28 de Fevereiro de 2001, que danificou diversos edifícios no distrito histórico.
Mais vastamente reconhecido como um local proeminente no filme Vida de Solteiro (1992), o OK Hotel foi um dos vários locais de música durante a celebrada cena local do final dos anos 80. Bandas locais como Mudhoney, Tad, Mother Love Bone, Soundgarden e Nirvana (incluindo a primeira performance de "Smells Like Teen Spirit") tocaram no OK Hotel, assim como artistas punk, rock e jazz em turnê de todo os Estados Unidos. É mencionado em Thanx, a décima segunda faixa no álbum debut do Sublime, 40 Oz. To Freedom.
Em seus últimos anos, o Ok Hotel se tornou uma casa estimada para a cena musical vividamente criativa de Seattle, com a primeira apresentação conhecida do Queens of the Stone Age, além de artistas como Bill Frisell, Wayne Horvitz com Zony Mash e Ponga, Robin Holcomb, Living Daylights, Amy Denio e Black Cat Orchestra.